# Belokanski rajon
Belokanski rajon (azerski: Balakən rayonu) je jedan od 66 azerbajdžanskih rajona. Belokanski rajon je najsjeverni  azerbajdžanski rajon te graniči s Gruzijom i Rusijom. Središte rajona je Belokani. Površina Belokanskog rajona rajona iznosi 920 km². Belokanski rajon je prema popisu stanovništva iz 2009. imao 89.827 stanovnika, od čega su 44.012 muškarci, a 45.815 žene.
Astarinski rajon se sastoji od 24 općine.